# Ira Jefferson
Ira Jefferson, känd som “Jack” Beers Jr., född 14 juli 1923 i Dallas, död 17 februari 1975 i Dallas, var en amerikansk pressfotograf som arbetade för The Dallas Morning News.
Jack Beers är mest känd för sitt fotografi på Jack Ruby när denne avlossar det dödande skottet mot Lee Harvey Oswald i Dallas den 24 november 1963. 
Jack Beers tog examen från Woodrow Wilson High School och gick med i flygvapnet, där fotografering blev en passion. Efter värnplikten anställdes han av The Dallas Times Herald, där han arbetade i två år, och flyttade sedan till The Dallas Morning News. Hans dotter berättade att han var en perfektionist, förslavad av detaljer och brukade dyka upp på uppdrag en timme för tidigt. 
Beers kollega på The Dallas Times Herald, Robert H. "Bob" Jackson, tog en nästan identisk bild, men en tiondels sekund senare, när Oswald skriker av smärta, den bilden belönades med Pulitzerpriset 1964. 